# Ximena Navarrete
Ximena Navarrete Rosete (forma preferida per la model, tot i que oficialment s'escriu Jimena) (Guadalajara, Jalisco, Mèxic, el 22 de febrer de 1988) és una model mexicana, que ha guanyat els títols de Nuestra Belleza Jalisco 2009, Nuestra Belleza México 2009 i sobretot el de Miss Univers 2010. Fou coronada Nuestra Belleza Jalisco a Guadalajara, el 16 de juliol de 2009, i Nuestra Belleza México el 20 de setembre del mateix any, a Mérida, Yucatán. Abans que participés en els concursos de bellesa estudiava nutrició a Guadalajara. Començà la carrera de model als 15 anys.

## Miss Univers 2010
El 23 d'agost de 2010 Jimena Navarrete va participar en el concurs de bellesa Miss Univers 2010, que es va fer a l'Hotel i Casino Mandalay Bay a la ciutat nord-americana de Las Vegas, Nevada als EUA.
donde se convirtió en guanyà el títol i rebé la seva corona de mans de la veneçolana Stefanía Fernández, la Miss Univers 2009 i esdevingué així la segona mexicana detentora d'aquest títol després de Lupita Jones el 1991.
El mateix president de Mèxic, Felipe Calderón va felicitar Ximena per la seva victòria immediatament mitjançant Twitter.